# Fernando Reis
Fernando Saraiva Reis (né le 10 mars 1990 à São Paulo) est un haltérophile brésilien. Il concourt dans la catégorie des plus de 105 kg. Il s'est classé 5e aux Jeux olympiques de Rio 2016, a remporté une médaille de bronze aux Championnats du monde 2018 et est triple champion des Jeux panaméricains, en plus de détenir un record dans les Amériques dans la catégorie des plus de 105 kg et, après la restructuration des catégories de poids en 2018, dans la catégorie plus de 109 kg,.

## Palmarès
Jeux pan-américains
- 2011 à Guadalajara (Mexique): médaille d’or avec un total de 410 kg
- 2015 à Toronto, Canada: médaille d’or avec un total de 427 kg[4]

Championnats du monde
- 2011 à Paris : 17e avec un total de 393 kg
- 2015 à Houston : 11e avec un total de 425 kg